# George Jessel
Pour les articles homonymes, voir Jessel et George Jessel (comédien).
Sir George Jessel (né le 13 février 1824 à Londres et mort le 21 mars 1883) est un juge et un homme politique britannique.

## Biographie

### Enfance et éducation
George Jessel est le fils de Zadok Aaron Jessel, un marchand de corail. Il commence ses études dans une école juive de Kew. Ne pouvant, pour des raisons de législation religieuse, faire ses études à Oxford ou Cambridge, il fait son droit à l'University College de Londres. Il entre au Lincoln's Inn en 1842. Il obtient son B.A. en 1843 et son M.A. en 1844, avec une médaille d'or en mathématiques et en philosophie. En 1846, il devient Fellow du University College, et est appelé à la barre au Lincoln's Inn en 1847.

### Carrière
Il grimpe rapidement les échelons de la justice. Il entame aussi une carrière politique et se fait élire député libéral pour Douvres en 1868.
Remarqué par William Gladstone, celui-ci le nomme Notaire général pour l'Angleterre et le Pays de Galles en 1871. George Jessel est ainsi la première personne d'origine juive à devenir « Law Officer » au Royaume-Uni. En 1873, il devient Master of the Rolls (troisième plus important juge du royaume).
Il préside le procès opposant Annie Besant à son époux Frank Besant au sujet de la garde de leur fille en 1878. Ce procès est le premier depuis la nouvelle loi (1873) concernant la garde des enfants. Les décisions rendues feraient donc jurisprudence.
Il meurt en 1883 à la suite d'un arrêt cardiaque lié à des problèmes de diabète et de foie. Il épouse en 1856 Amelia Moses avec qui il a trois filles et deux garçons, Charles Jessel et Herbert Jessel (1er baron Jessel).
Il est inhumé dans le Willesden United Synagogue Cemetery à Willesden.

## Référence
- (en) Cet article est partiellement ou en totalité issu de l’article de Wikipédia en anglais intitulé « George Jessel (jurist) » (voir la liste des auteurs).